# Masanori Sekiya

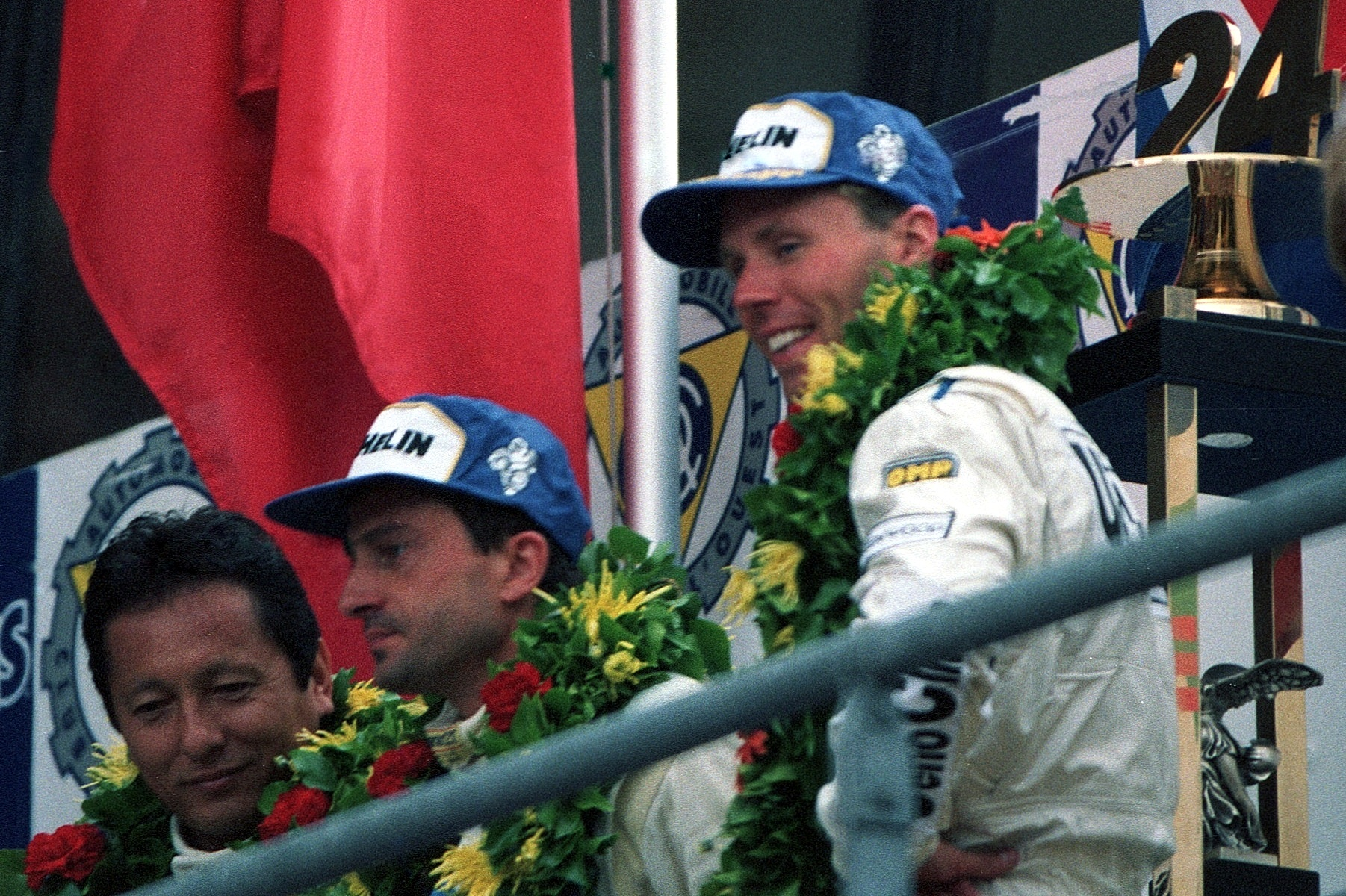
Masanori Sekiya (links) met Yannick Dalmas en JJ Lehto na de 24 uur van Le Mans in 1995.

Masanori Sekiya (Japans: 関谷 正徳, Sekiya Masanori) (Ikawa, Shizuoka, 27 november 1949) is een Japans autocoureur. Hij is vooral bekend als de eerste Japanner die de 24 uur van Le Mans won; samen met Yannick Dalmas en JJ Lehto kwam hij in de editie van 1995 als eerste over de streep.

## Carrière
Sekiya begon zijn autosportcarrière in 1972. In de eerste tien jaar van zijn loopbaan reed hij vooral in Japanse touring car-kampioenschappen. Zo werd hij in 1977 kampioen in het Super Touring Championship, waarin hij een jaar eerder al tweede werd.
In 1982 verhuisde Sekiya naar Engeland, waar hij zijn debuut maakte in het formuleracing in de Formule Atlantic. Hij scoorde punten in vijf van de zes races. In 1983 keerde hij terug naar Japan om deel te nemen aan het Japanse endurance-kampioenschap bij het team TOM'S. In 1985 debuteerde hij tevens voor TOM'S in de 24 uur van Le Mans, waaraan hij in totaal elf keer zou deelnemen.
In 1986 stapte Sekiya over naar het team Leyton House. Hier nam hij deel aan de Japanse Formule 3000, het Japanese Touring Car Championship, het All-Japan Sports Prototype Championship en het World Touring Car Championship. Hij won weliswaar nooit een race in de Japanse Formule 3000, maar hij eindigde in 1988 en 1989 in de eindstand wel respectievelijk als vierde met drie podiums en vijfde met vier podiums. In 1989 reed hij in de 24 uur van Le Mans in een Porsche, nadat hij in de vier voorgaande edities altijd in een Toyota reed.
In 1992 werd Sekiya met Pierre-Henri Raphanel en Kenny Acheson tweede in de 24 uur van Le Mans. In 1993 werd hij met Eddie Irvine en Toshio Suzuki vierde in deze race. In 1994 werd hij kampioen in het eerste seizoen van het vernieuwde Japanse touring car-kampioenschap in een Toyota Corona E. In 1995 nam hij deel aan de 24 uur van Le Mans in een McLaren F1 GTR. Het was de eerste keer dat McLaren deelnam aan de race. Samen met Yannick Dalmas en JJ Lehto won hij de race met een gemiddelde snelheid van 168,992 km/h. Hiermee werd hij de eerste Japanner die deze race wist te winnen.
Na zijn Le Mans-overwinning bleef Sekiya actief in het Japanse touring car-kampioenschap en kwam hij ook uit in het All Japan Grand Touring Car Championship (JGTC). In 1996 reed hij ook een race in het International Touring Car Championship. In 1997 werd hij, samen met Toshio Suzuki, derde in het JGTC in een Toyota Supra. In 1998 won hij zijn tweede titel in het Japanse touring car-kampioenschap, wat het laatste seizoen van deze klasse zou blijken. In 1999 won hij samen met Takuya Kurosawa twee races in het JGTC op het Sportsland SUGO en de Twin Ring Motegi en werd hij achter Érik Comas tweede in de eindstand. Aan het eind van het seizoen 2000 beëindigde hij zijn autosportcarrière.
Sekiya bleef na zijn pensioen wel actief in de autosport. Hij werd teambaas van TOM'S en werd tevens voorzitter van de Toyota Motor Sports Club. Ook werd hij directeur van de Formula Toyota Racing School, dat jonge coureurs opleidt tot professionele coureurs. In 2013 organiseerde hij de Interproto Series op de Fuji Speedway. In 2017 was hij verantwoordelijk voor de promotie van de Keijo Cup, een race waar enkel vrouwen aan mee mochten doen.